# Valentina Cervi
Valentina Cervi (Roma, Italia, 13 de abril de 1976) es una actriz italiana.

## Biografía
Es hija del director Tonino Cervi y nieta del famoso actor italiano Gino Cervi. Cervi comenzó su carrera como actriz a los diez años de edad, en la película de Carlo Cotti titulada Portami la luna (1986). También ha interpretado un papel en inglés en la obra de Jane Campion Retrato de una dama (1996).
Uno de sus papeles de más éxito fue el de la película de 1997 Artemisia, dirigido por Agnès Merlet y protagonizado por Valentina Cervi. Se basaba lejanamente en la vida de la pintora Artemisia Gentileschi, pero reflejó de manera controvertida su relación con Agostino Tassi (interpretado por Miki Manojlović), ya que lo representa más como una relación apasionada que como una violación.

## Filmografía selecta
1. 2013, Borgia  (Caterina Sforza) serie de televisión
2. 2011, Jane Eyre Bertha Mason
3. 2008, True Blood serie de televisión
4. 2008, Miracle at St. Anna»  Milagro en Santa Anna'
5. 2006, Il Vizio dell'amore» serie de televisión
6. 2005, Provincia meccanica Silvia
7. 2004, Tempesta  Dina Gusmano
8. 2004, The Tulse Luper Suitcases, Part 2: Vaux to the Sea  Cissie Colpitts
9. 2003, The Tulse Luper Suitcases: Part 3: From Sark to the Finish  Cissie Colpitts
10. 2003, Las maletas de Tulse Luper: La historia de Moab (The Tulse Luper Suitcases: Part 1: The Moab Story) Cissie Colpitts
11. 2003, Sansa
12. 2003, Passato prossimo (conocida en inglés como Past Perfect)  Carola
13. 2003, Lena: The Bride of Ice  Lena
14. 2002, L'Anima gemella (conocido en inglés como Soul Mate)  Teresa
15. 2001, Hotel  Camarera de hotel
16. 2001, James Dean  Pier Angeli
17. 2000, Quando si chiudono gli occhi  Lisa
18. 1999, Branchie  Livia
19. 1999, Rien sur Robert  Aurélie
20. 1999, Five Seconds to Spare
21. 1999, La Via Degli Angeli  Ines
22. 1998, Figli Di Annibale  Rita
23. 1997, Artemisia Artemisia Gentileschi
24. 1996, Retrato de una dama  Pansy Osmond
25. 1996, Escoriandoli  Sabrina
26. 1994, Oasi  Claudia
27. 1988, Mignon è' Partita
28. 1986, Portami la luna

## Premios y distinciones
Festival Internacional de Cine de Venecia
| Año  | Categoría    | Película        | Resultado |
| ---- | ------------ | --------------- | --------- |
| 2002 | Premio Wella | L'anima gemella | Ganador   |